# 游智彬
游智彬（1983年12月23日—）是生於中華人民共和國福建省漳浦縣的台灣政治人物，1995年移民台灣再取得中華民國國籍。桃園市政府市政顧問、新黨副秘書長、主席特助。政治大學財政學士、淡江大學法學碩士、廈門大學金融學博士生；2022年受新黨徵召提名參選桃園市議員，著有《游智彬政經論集》。

## 家族
游智彬與其父母皆出生於中国大陆福建省。隨母姓，於1995年以其外公身份，申請移民中華民國，到達台灣。
外公游亞慶，1928年生於日治台灣新竹州大溪郡龍潭庄（今桃園市龍潭區）。1945年中華民國接管台灣後，加入中華民國國軍，至中國大陸參與國共內戰。1947年，隨其部隊投降中國人民解放軍，被編入中國人民解放軍部隊中，此後滯留於中國大陸，成為台籍老兵。1949年中華人民共和國建國後，因為身為中國人民解放軍，順利渡過反右鬥爭與文化大革命，退伍後成為福建省公務員，曾擔任漳埔鹽場辦公室副主任，在此退休，享有縣一級老幹部優遇。游亞慶娶中國大陆籍女子，婚後生有四男二女。
在蔣經國開放探親後，1989年其兄弟至中國大陆探訪游亞慶。於1990年，游亞慶回到台灣桃園龍潭探訪其家人。其家族為桃園望族，其堂兄為游日正。當時游亞慶母親還健在，家族決議分給他一棟房子與一筆遺產。1992年，游亞慶帶著其妻以及二個未婚子女，移居台灣，取得中華民國戶籍，並獲得中華民國政府提供的榮民補助。游亞慶將四個已結婚子女留在中國大陆，定期回去探視。分批為他們申請中華民國身份，在之後3年，將他們全家族4個子女家庭，共28人，分批全接來台灣。

## 經歷
游智彬父親張德標，曾在中國大陆福建省漳埔縣的化肥場擔任秘書一職，30歲時因颱風來襲導致房屋倒塌而過世，當時游智彬剛滿週歲。母親在當地衛生所擔任藥劑師，游智彬滿4歲時母親與同樣服務於衛生所的同事再婚，雙方都曾有家庭，因此游智彬隨母姓，婚後兩人又生一子一女。游智彬曾說其繼父有精神問題，造成長期家暴，其母親常帶他們到親戚家避難。
1995年，游智彬經其在台灣的外公申請使其全家移民台灣。於桃園就讀桃園縣立凌雲國民中學畢業時，高中就讀臺灣省立武陵高級中學。大學就讀國立政治大學財經系，2002年曾任政治大學學生議會副議長。再於淡江大學中國大陸研究所取得碩士，之後赴廈門大學取得金融學博士。
2010年，參加中國國民黨青年團總團長徵選，入圍10強。曾任中國人民銀行非正規金融項目組成員、上海宇谷諮詢資深金融顧問、全國臺聯兩岸大學生夏令營晚會主持人，在擔任全國臺聯兩岸大學生夏令營晚會主持人時，網路票選第一名。游智彬曾在杭州創業。
2022年，受新黨徵召參選2022年中華民國地方公職人員選舉桃園市議員第七選舉區，未當選。
2023年，受新黨徵召參選2024年中華民國立法委員選舉桃園市第三選舉區，未當選。

## 家庭
其妻生於中國大陸。在就讀浙江大學期間，曾至台灣東吳大學為交換學生，於2009年，游智彬開車帶大陸交換學生至日月潭與清境農場舉辦活動時，兩人認識後相戀。在游智彬至杭州市創業時，兩人在此結婚。婚後生有二子。

## 爭議事件

### 財產申報不實爭議
2022年11月8日，李戡在Facebook發文指控游智彬財產申報造假，指游智彬在中國大陸創辦兩間公司卻未申報，除了違法之外，也違反新黨兩岸同屬一中的核心價值。
2022年11月9日，民進黨桃園市議員參選人魏筠與基進黨桃園市議員參選人藍士博前往桃園市選舉委員會檢舉游智彬財產申報不實。

### 妨害名譽
2023年12月，游智彬等人透過網路直播指控前海關稽核組長羅文禎涉嫌包庇走私、擅自調動部屬、勾結毒梟。此外，游智彬另在臉書發文，指稱羅文禎為「海關蟑螂」。羅文禎因此向游智彬等人提告《刑法》妨害名譽罪。
2025年7月，臺北地院認為相關言論不實，且未盡合理查證，超出合理評論範圍，損害羅文禎的名譽，依「散布文字誹謗罪」判處游智彬有期徒刑4月，得易科罰金。

### 批陳柏惟是台灣新草包
2020年3月12日，游智彬在YouTube上直播，稱時任立委陳柏惟是「草包」、「跳樑小丑」、「文盲立委」，指陳柏惟在中國大陆賺人民幣等評論，引起陳柏惟提告妨礙名譽。
2021年9月6日，臺灣臺北地方檢察署偵辦後，認為陳柏惟身為立委，游智彬的言論是針對陳柏惟曾到中國大陆工作等新聞議題發表看法，可受公評，因此不起訴處分。
2021年11月5日，陳柏惟聲請再議，經臺灣高等檢察署偵查終結，仍不起訴處分。

### 嚴重特殊傳染性肺炎疫情期間
2022年6月9日，游智彬、郭榮先、張榮法、董俊良、蔡明璋、彭佳禹等人至衛生福利部召開「人民要善終、火化陳時中」記者會，抗議疫情火化政策讓家屬連最後一面都不允許。

2022年6月16日，時任嚴重特殊傳染性肺炎中央流行疫情指揮中心指揮官陳時中等人確診，游智彬不滿防疫政策藉此至衛生福利部疾病管制署贈與陳時中「音容宛在」、「罄竹難書」花籃諷刺陳時中只為選舉超前部署。
指揮中心代理發言人羅一鈞表示：對於民眾抗議，指揮中心尊重各界指教；時任民主進步黨發言人、立委林靜儀與鄭運鵬則譴責這樣的炒作毫無人性。

2022年6月23日，游智彬、郭榮先、張榮法、董俊良等人至衛生福利部食品藥物管理署抗議把關不嚴讓黑心快篩進口，要求時任食藥署長吳秀梅下台。

### 論文門
2022年7月5日，游智彬與國立台灣大學國家發展研究所退休教授杜震華召開記者會，揭發時任新竹市長、桃園市長參選人林智堅的台大碩士論文抄襲。

2022年7月7日，游智彬與張榮法前往台大具名檢舉林智堅論文抄襲，台大聲明後續將依「台大博、碩士學位論文違反學術倫理要點」處理。

2022年8月8日，魏筠在Facebook 發文抨擊張善政放任紅統青年（指游智彬）到林智堅在龍潭的造勢大會鬧場，要求張善政說明與中國大陆的關係。

2022年10月2日，四叉貓在Facebook上發文指控游智彬的碩士論文涉及抄襲，與政治大學國際關係研究中心的論文有50%相似，並質疑游智彬的論文結論複製他人的研究報告結論。
2022年10月3日，游智彬召開記者會向台大具名檢舉時任桃園市長鄭文燦台大碩士論文涉嫌槍手代寫、抄襲及參考文獻造假。

2022年10月4日，游智彬與張榮法前往台大檢舉鄭文燦碩士論文涉及抄襲、造假與代寫等違反學術倫理情事，台大表示將審查事證確認是否受理。
桃園市政府新聞處長詹賀舜回應：鄭文燦的論文皆在合理範圍，並指游智彬的指控沒有證據、是抹黑。

2022年12月2日，游智彬收到台大發函，證實時任桃園市長鄭文燦的台大國發所碩士論文違反學術倫理撤銷學位；鄭文燦當日發表聲明並致歉，而游智彬認為此份聲明並未對參考文獻造假與找槍手兩點回應。

2022年12月5日，游智彬在Facebook上發文指控時任國安局長陳明通還不請辭並向國人道歉，還有9人在陳明通指導下，論文都有架構雷同問題，其中包含媒體人、主播、名嘴。

2022年12月7日，新黨發言人陳麗玲、臺北市議員侯漢廷、張榮法與游智彬召開記者會，控訴檢調單位配合執政黨秋後算賬，違法搜索新黨黨工、義工並約談。

2023年7月，接獲吹哨人揭發蔣絜安中央大學客家所及台灣大學國發所論文涉嫌抄襲及聘請槍手代寫。
2023年8月9日，游智彬到民進黨中央黨部舉行記者會指控時任民進黨立委賴惠員國立中正大學政治研究所的碩士論文抄襲。

### 新竹棒球場爭議
2022年7月26日，新竹市立棒球場整修後仍問題不斷、甚至造成球員受傷，游智彬在陳麗玲律師陪同下，到臺灣桃園地方檢察署控告時任新竹市長、桃園市長參選人林智堅違反公務員服務法第1條、第6條與刑法第131條瀆職罪。

### 2022年參選桃園市議員第七選舉區
2022年9月7日，游智彬與桃園市議員參選人袁慧心召開記者會抗議桃園市社會住宅租金漲四成，批評鄭文燦為了選舉不顧弱勢。

2022年9月21日，桃園市長參選人鄭運鵬將在24日舉辦造勢晚會，傳出鄭運鵬要求市議員動員，並將補助每輛遊覽車8,000元，游智彬與袁慧心到桃園地檢署控告鄭運鵬涉及賄選。

2022年10月28日，鄭運鵬曾在中國大陸設立公司，並與中國大陸國營企業有商業往來，卻不斷強調抗中保台；而鄭運鵬在中壢環東市場掃街時，遭游智彬批評「中國鵬」、「出賣台灣」，並問鄭運鵬「人民幣香不香？」引起民眾關注。

2022年10月31日，游智彬召開記者會揭露鄭文燦母親的告別式鋪張不合理，經殯葬業者估價光是整地搭棚就超過千萬，但鄭文燦夫婦當年財產申報僅少133萬元，質疑鄭文燦的辦理告別式的資金來源。

2022年11月04日，民進黨桃園市議員參選人黃瓊慧、魏筠、王珮毓與基進黨桃園市議員參選人藍士博不滿中華民族致公黨與經濟黨涉及詐欺與賣假藥而到桃園市長參選人張善政北區競選總部前，要求身為兩黨的榮譽顧問張善政道歉，並稱張善政為謀財害命的門神，游智彬前往聲援張善政，並稱四位為鄭文燦、鄭運鵬的打手；衝突中一位男子朝四位扔擲數個沙琪瑪表達不滿，而藍士博也撿起地上的沙琪瑪朝游智彬投擲，游智彬因此抨擊藍士博的攻擊行為有失民主風度、憤而向中壢分局提告公然侮辱與傷害；游智彬因宣傳車違停也遭警方開單告發。

2022年9月23日，因八德區國民運動中心店花版坍塌傷人事件，質疑鄭文燦任內多項建設涉嫌貪瀆、圖利、背信，桃園市長參選人鄭寶清與桃園市議員參選人袁慧心、陳品杰、游智彬共同控告鄭文燦。

### 爭取直航與小三通恢復
2023年2月8日，中共中央臺灣工作辦公室發言人朱鳳蓮表示中國大陆已經準備好疫情後開放直航與小三通。
2023年3月10日，陸委會宣布開放10處兩岸直航點，但中國大陆人民來台觀光必須專案申請。
2023年4月17日，游智彬再度來到陸委會抗議，質疑陸委會因為意識形態而不願意全面恢復直航。

## 選舉記錄

### 2022年市議員選舉

#### 桃園市第七選舉區（中壢區）
| 號次 | 候選人 | 性別 | 政黨 | 得票數 | 得票率 | 當選標記 |
| ---- | ------ | ---- | ---- | ------ | ------ | -------- |
| 19   | 游智彬 | 男   | 新黨 | 4,266  | 2.18%  |          |

## 外部連結
- 游智彬Facebook （页面存档备份，存于）